# Xue Haifeng
Xue Haifeng (chinesisch 薛海峰, Pinyin Xuē Hǎifēng; * 13. Januar 1980 in Xinjiang) ist ein ehemaliger chinesischer Bogenschütze.

## Karriere
Xue Haifeng nahm an zwei Olympischen Spielen teil: 2004 belegte er in Athen den zwölften Rang im Einzel. Bei den Olympischen Sommerspielen 2008 in Peking erreichte er in der Einzelkonkurrenz lediglich Rang 43, während er mit der Mannschaft den dritten Platz belegte und damit die Bronzemedaille gewann. Xue gehörte auch zum chinesischen Kader bei den Asienspielen 2002 in Busan.